# Lampa Wooda
Lampa Wooda – przenośna lampa kwarcowa, w której, dzięki zastosowaniu specjalnego czarnego filtra (filtr Wooda zbudowany z krzemianu baru z dodatkiem 9% tlenku niklu, którego pasmo przepustowości wynosi od 320 do 400 nm, z maksimum w 365 nm), emitowane jest długofalowe promieniowanie nadfioletowe.
Stosowana w dermatologii do szybkiej diagnostyki grzybicy skóry nieowłosionej (Microsporum), ponieważ ogniska grzybicze w świetle tej lampy w warunkach zacienienia silnie fluoryzują. Do tych zastosowań zalicza się także wykorzystanie lampy Wooda w kosmetyce (w gabinetach kosmetycznych) do badania przydatków skóry. Emitowane promieniowanie UV wywołuje fluorescencję skóry. Diagnozę stawia się na podstawie barwy emitowanego światła. Obserwacji dokonuje się w zaciemnionym pomieszczeniu ze względu na słabą intensywność świecenia. W zależności od rodzaju cery oraz schorzeń występuje różnobarwne świecenie:
- skóra normalna – niebieskofioletowe,
- skóra sucha, odwodniona – słaba fluorescencja,
- skóra zawierająca odpowiednią ilość wody – ciemnoniebieska,
- skóra tłusta – prawie czarna,
- nadmierne rogowacenie skóry – białe.

Lampy Wooda znajdują również zastosowanie w konserwacji zabytków. Podobnie jak w przypadku zastosowań dermatologicznych, wykorzystuje się tu fakt, że emitowane promieniowanie UV wywołuje fluorescencję różnych materiałów. Ze względu na to, że ultrafiolet jest silnie rozpraszany, w trakcie badań obiektów zabytkowych uzyskuje się informacje o stanie zachowania wierzchnich warstw, głównie werniksów. Badanie z wykorzystaniem lampy Wooda pozwala m.in. identyfikować miejsca retuszy. Jednak identyfikacja materiałów na podstawie barwy emitowanego światła obserwowanej gołym okiem jest ograniczona i wymaga potwierdzenia innymi metodami.